# サイクロン号
- 仮面ライダーシリーズ
  - 仮面ライダー > サイクロン号
  - 仮面ライダー THE FIRST > サイクロン号
  - シン・仮面ライダー > サイクロン号
  - 仮面ライダーの乗用マシン一覧 > サイクロン号

サイクロン号（サイクロンごう）は、特撮テレビ番組『仮面ライダー』をはじめとする仮面ライダーシリーズに登場する架空のオートバイ。仮面ライダー1号と仮面ライダー2号の専用マシンである。単にサイクロンとも称される。
日本初のテレビヒーロー『月光仮面』をはじめ専用のマシンに乗るヒーローはそれまでも存在していたが、その多くは市販車そのままの形状であり、マシン自体にキャラクター性を持たせヒーローの戦力の一部としたのは『仮面ライダー』が初とされ、その後の作品にも大きな影響を与えた。

## テレビシリーズにおけるサイクロン号

### サイクロン号
第1話から登場。後継車種と区別する時には、旧サイクロン号（旧サイクロン）とも呼称される。仮面ライダー1号＝本郷猛が緑川博士の計らいでショッカー基地から脱出する際に使用し、以後の戦いでもライダーの力となり続けた。
低く姿勢を保つことで空気抵抗を減らし、走行スピードを上げてある程度の速度まで加速させた後、左ハンドルのクラッチ横のレバースイッチを押しこむことでヘッドライト周辺にカウル部分がせり出し、フラップ状のパーツが車体側面中央付近に現れて前に伸びカウルと結合。装甲が車体を覆うことで本郷の常用バイクからフルカウル形態に変形し、同時にジェットエンジンが始動して急激に加速し、高速走行によって発生する風圧のエネルギーを取り入れることで本郷は仮面ライダーに変身する。変身ベルトの左脇にあるサイクロン誘導装置を操作することで遠隔操縦も可能である。変形前でも小回りが利き高い機動性を発揮するため、高々度ジャンプや階段の登攀の際にはライダーに変身後も使用する。
車体には立花レーシングクラブのエンブレムが施されている。フロントのエンブレムの内側にはレーザーガンが隠されているが、劇中では未使用。メインエンジンはプルトニウム原子炉。補助駆動力であるジェットエンジンを併用することでさらに加速する。排気を行う6本のマフラーからは、撹乱用の煙幕サイクロン・レインボーを噴射できる。
第11話ではゲバコンドルを倒すため、サイクロン号による空中での体当たり攻撃サイクロンクラッシャーが使用された。
テレビ作品中では製作者は語られておらず、書籍などでも以下のように諸説ある。
- 立花藤兵衛が製作[2][3]。これに対し、後述の新サイクロン号が、藤兵衛が初めて手掛けたライダーマシンであるとする文献もある[23]。
- 緑川博士が製作[24][14]。ショッカーからの脱走用に密かに準備していた[25]。
- 緑川博士の設計に基づき、ショッカー科学陣が製作[20]。仮面ライダーとの連動をコンセプトとしていた[26]。

『キャラクター大全』2書では藤兵衛・緑川・ショッカーの3説を挙げて詳細は不明としている。
本郷がヨーロッパに転戦する際には、仮面ライダー2号＝一文字隼人に託された。その後は次第に劇中での出番を改造サイクロン号に譲っていくことになるが、第30話以降でも併行使用されているのが確認できる。1号が復帰エピソードである第41話で乗ったのが、旧サイクロン号の最後の活躍となった。

#### サイクロン号の撮影車両
フルカウルで覆われているためベース車両の判別は難しく、関係者の間でも証言が異なっている。オートバイスタントの大橋春雄は、書籍『仮面ライダーSPIRTS 受け継がれる魂』のインタビューではスズキT20と記憶していると述べており、同書のサイクロン号考察でも大橋の証言をもとに、一貫してスズキT20が使用されたと紹介しているが、撮影車両の制作に携わった室町レーシング代表の室町健三が2017年のインタビューでこれを否定し、ホンダRC166を用いたと述べている。そのほか、書籍『仮面ライダー大全集』『仮面ライダー怪人大全集』『仮面ライダー映画大全集』ではホンダCB400、書籍『仮面ライダー画報』ではスズキT125と記載している。
劇用車のデザインはエキスプロダクションの美術スタッフの三上陸男によるもので、複眼のようなヘッドライトや6本出しのマフラーは昆虫を、アイボリーのカウルの両脇の赤いカラーリングは「風」をイメージしている。『魔神ガロン』制作を理由に離脱した三上の後任となった高橋章は、完成したバイクを見て前照灯の間が寂しいと考え、以前に即興で作った立花レーシングクラブのマークを紙に描いて貼りつけた。カウルの制作は、当時エキスプロに参加していた彫刻家の池田宗弘による。
ベース車両の調達を行った室町健三は、テレビドラマ『キイハンター』への参加時にバイクの積み下ろしに時間がかかったことや、撮影を行う東映生田スタジオが自宅から遠かったことなどから、現場の効率を考慮し、軽いバイクを使用することとした。カウルの原型は、東京レーシングウェアの裏手に放置されていたものの中からサイズの合うものを見繕ったという。
サイクロン号はデザイン優先で製作されたため、見た目は美しいが機能性は考慮されていなかった。ベース車両が出力の低い中古車だったうえ、カウルの溶接を行ったのが専門家ではない三上陸男だったため、がっちりと固められていて重かった。エキスプロの村瀬継蔵は、ハンドルを下げたことによって運転がしづらくなったと証言している。大橋によれば、時速30キロ程度しか出せなかったという。また、市販レーサー用の部品を使用した風防は数万円もかかる高価なものだったが、割れやすく厄介だったという。
「Aタイプ」「A型」との俗称を持つ初期のカウリングは前面下方に空冷ダクトの入ったものが用意されたが、カウルとタイヤの隙間が狭く人が乗るとショックアブソーバーが沈み干渉して走れなくなるという、スタント以前の問題を抱えていた。そこで、ダクトの下部が切り広げられて写真撮影時に使用されたが、期待した効果が得られなかったため、映像本編に登場することはなかった。
下部全体を切り取って前輪とのクリアランスを確保した「Bタイプ」「B型」との俗称を持つカウルの投入によってようやく普通に走行できるようになったが、そもそもベース車両はアクションには不向きなオンロード車であり、ジャンプシーンでも「台からただ落ちるだけ」というのが実態だった。そのため、ジャンプやオフロードのシーンでは常用オートバイスタイルに戻っているシーンが多々見られる。この常用型サイクロン号については、改造サイクロン号の撮影車両の節を参照。
6本のマフラーは水道管を加工して取り付けたもので、下の1対のみが本物の排気管である。ジェットエンジンによる噴煙はマフラーに入れた花火によって表現している。このマフラーはしばしば衝撃で脱落することがあり、着火状態のマフラーが草地に落ちた際には危うく延焼するところだったという。
撮影予定表では変形前の車輌を「Aオート」、変形後の車輌を「Cオート」と呼称している。第1話の撮影では変形シーンでBに当たる車輌が用意される予定であったが、諸般の事情から実現しなかった。
特撮用のミニチュアは、オートバイのプラモデルとバルサ材で制作された。クランクインの2日前に急遽必要になり、高橋が徹夜で制作した。
本郷猛役の藤岡弘、はサイクロン号での走行シーンの撮影中に事故を起こして重傷を負い、降板している。藤岡は後年のインタビューで、サイクロン号は見た目重視で作られていたためにバランスが悪く、いつか事故が起きるのではないかと感じていたことを明かしている。また、2017年8月5日にテレビ朝日系で放送されたバラエティ番組『こんなところにあるあるが。土曜♥あるある晩餐会』に出演した藤岡は、サイクロン号がマフラーの重さから自然にウィリー走行するようになっていたことを、ロープウェイでのアクションシーンや前述の降板と合わせて明かしている。
なお、藤岡が事故を起こした車体は、第60話にて「縁起が悪い」という理由で燃やされた。

### 改造サイクロン号
第14 - 67、72話、映画『仮面ライダー対ショッカー』に登場。仮面ライダー2号および新1号が使用したバイク。サイクロン改良型、サイクロン（改造タイプ）、改良型サイクロン号、改良サイクロン号とも表記される。劇中では上記の旧サイクロン号と別車両であるという描写はなく、場面やカットによって使い分けていた別種類の車両を同一のマシンと表現していただけで、同一のシーンでもカットによって車両が変化していた。書籍などでも名称などを区別していないものもあったが、「同一の車両が変形している」という説や「戦況に応じて併用している」という説を記した書籍もあった。後年になって、形状が明らかに異なるため、書籍類で旧サイクロン号を強化改造したものという設定が用いられるようになった。
フルカウルからセミカウル化などの改良を経て、出力増強と車体の大幅軽量化が行われていたため、旧サイクロン号よりも小回りや派手な戦闘走行が可能で機動性が高い。ジャンプ力も40メートルにアップし、垂直の壁面を登攀する能力、水中潜行能力と救助用ワイヤーロープの射出能力が追加されている。テールカウルにはテレビ誘導式ミサイルを内蔵するが、劇中では未使用。
必殺技は、突進で敵を撥ね飛ばすサイクロンクラッシャーで、第18話でヒトデンジャーに対して使用した。
1号もスイスで同型のマシンに搭乗している場面が第40話で描かれており、日本へ帰国した後も新サイクロン号の完成まで使用した。第40話では改造サイクロン号に乗る1号と旧サイクロン号に乗る2号が並走するシーンが撮影されたが完成作品ではカットされた。

#### 改造サイクロン号の撮影車両
ベースモデルはホンダ・SL350K1。ホンダ・CB350DTと記載している資料もある。
元々は本郷が変身前に運転する常用型サイクロン号として使用されていた車両だった。撮影中に起きた事故で本郷役の藤岡弘はしばらく降板せざるを得ないほどの重傷を負ったが、バイクは大破にまで至らず、翌日の撮影に間に合わせるために大橋春雄が徹夜で予備部品を組み込んで仕上げた。車体には新たにフロントカウルが取り付けられ、テールカバーは常用型よりも長いものに交換された。
ベース車両がオン・オフ兼用のトレール車であるうえ、セミカウルなので旧サイクロン号と比較してジャンプアクションが容易だった。とはいえ完全オフロード車ではないので本格的なアクションはできず、しかもバッテリーが上がりやすいという欠点があり、大橋は常に予備バッテリーを準備していた。
最初に使用されたAタイプのカウルは2つのダミーライトの間隔が広く、真正面から向き合うとライトの外側がボディの縁からはみ出して見える。また、常用型サイクロンから継承された特徴として、右のフロントフォークの取り付け方が逆になっており、内側に向くはずのビス穴が外に向いている。常用型ではメタリックブルーの地にアルミテープが貼られていた6本のダミーマフラーは、銀色に再塗装された。このマフラーはカブ用のものを流用しており、重量が重いせいで脱落が多かった。
3クール末、ロッテ「仮面ライダーフーセンガム」のコマーシャルフィルム (CF) 撮影時にはBタイプのカウルへと新調された。Aタイプに比べると風防が大きくなっている。また、ダミーライトの間隔が狭くなったため、エンブレムの貼り付け位置がライトの中間から上にずれている。後に一回り小さなエンブレムが製作され、第56・57話では中央に貼り直された。
映画『仮面ライダー対ショッカー』ではダブルライダーが並走するため、2台目の改造サイクロン号が用意された。ベース車は変身前の一文字が使用していたワインレッドのホンダSL350。『仮面ライダー大全集』『仮面ライダー怪人大全集』ではスズキ・ハスラーTS250IIIとしている。第41話の撮影をもって役目を終えた旧サイクロン号のフロントカウルとテールカバーを切断して製作したCタイプのカウルが使用され、ダミーマフラーも旧サイクロン号から移植された。なお、この車両のフロントフォークは正しい向きで取り付けられている。
その後、Cタイプのカウルは1台目の車両に乗せ替えられ、この組み合わせで第53話のオープニングから第72話まで使用された。ただしこの時期でもカットによってはBカウルが使用されている。
車両の1台は番組終了後も東映生田スタジオに残されており、『仮面ライダーX』時に生田スタジオで撮影された怪人ネプチューンの単体特写の中にスタジオ脇に置かれている様子が写っている。

### 新サイクロン号
第68 - 98話、映画『仮面ライダー対じごく大使』に登場。新1号が使用し、のちに新2号も搭乗した新型バイク。
本郷、滝、藤兵衛による設計・開発。本郷が常用するセミカウルのオートバイが、ライダーへの変身に合わせて自動変形する。かつてのサイクロンをあらゆる面で凌駕する。
クラッチ付近のスイッチを操作してカウル両脇のウィングを展開させることで、高速走行時に車体の姿勢の安定性を確保させるスポイラーの働きや、またグライディング飛行サイクロンジャンプが可能となる。このウイングはサイクロン・カッターとしても機能する。時速300キロメートル時の走行で、緊急ブレーキをかける際にはクラッチ付近のスイッチを操作することで急制動用にパラシュートを装備している。
必殺技はフロントカウルを細かく振動させた状態で体当たりを決めるサイクロンアタック（第83話で使用）。また、設定上は後端のパラシュートの射出口から虹色の煙幕サイクロンレインボーを放出するとされる。
2号は第93話から使用。出自について劇中では明らかでないが、書籍では本郷から設計図を受け取った一文字が制作したと記載している。

#### 新サイクロン号の撮影車両
デザインは雑誌『冒険王』でサイクロン号の図解記事を手がけた宮武一貴によるもの。
ベースモデルはスズキハスラーTS-250III。
新サイクロン号の登場は1971年11月25日に行われた番組の会議で1972年4月以降の展開案に盛り込まれ、新1号編初期に立てられた仮案で登場話数もほぼ決定した。
オンロードの性格が強い前2車に比べ、デュアルパーパスバイクとして設計されたことから、設定上だけでなく実際の操縦性能も格段に高くなった。
ウイングはカウルの溝に差し込み、裏側から3つのビスで取り付ける。ジェットノズルはダミーであり、その下に存在する1対の細いパイプが実際の排気管である。第74話以降はカウルが再塗装され、ライトの溝が白から青に変わり、下部の赤い塗装範囲がウイング上と前面部分まで広げられたことで、よりスタイリッシュになった。
デザインを担当した宮武によれば「今度は翼を付けたい」との注文を受け、当初バイクスタントの危険性を考慮しボディーに翼を付けたが、最終的には画的の見栄えを優先してフロントカウルに取り付けた。その結果スタント担当者が撮影早々に転倒したという。
撮影用車両は当初1台のみの製作だったが、ショッカーサイクロンの登場に際して2台目が製作され、一方が2号用に流用された。2台目はビスの位置などが異なっている。この2台の車両は、『仮面ライダーストロンガー』第39話の撮影まで使われている。
『仮面ライダーV3』の第1回撮影会では、ハリケーン号の制作が間に合わなかったため、V3のバイク搭乗イメージカットで新サイクロン号が代用された。

### その後のゲスト出演
- 『仮面ライダー (スカイライダー)』時には、ポピーのCM撮影用に歴代ライダーマシンが新調され、新1号は改造サイクロン、新2号は新サイクロンを愛車とした[32]。ベース車はスズキハスラー125[32]。ベース車が125ccとスケールダウンし、小型ゆえバイクスタントには向いているが、造形的には改造サイクロンはライトの形状、新サイクロンはくたびれた様な形状のカウルなどオリジナル版との差異がある[32]。
- 1993年にバンダイの企画主導でオリジナルビデオ『ウルトラマンVS仮面ライダー』が制作され、その撮影用にオリジナルに忠実な新サイクロンが製作された。エンドロールでは初代ウルトラマンが搭乗しており、立花レーシングのマークが科学特捜隊のものに変わっている。
- 1998年にKAZeが仮面ライダーのゲームを製作した際のレプリカ製作イベントでは、コレダT125が使用された。
- 2000年に放送されたオートレースのテレビCMには仮面ライダー1号が登場し、新サイクロン号に搭乗する。また、その当時に開催されたイベント「仮面ライダーワールド」には車両が展示された。
- 2009年の『CRぱちんこ仮面ライダーMAX Edition』CM・サラリーマン編では、伊藤慎扮するサラリーマンが新サイクロン号に搭乗する。
- 映画『劇場版 仮面ライダーディケイド オールライダー対大ショッカー』では、1号と2号が搭乗する2台の新サイクロン号が登場する。以後『オーズ・電王・オールライダー レッツゴー仮面ライダー』、『平成ライダー対昭和ライダー 仮面ライダー大戦 feat.スーパー戦隊』、『スーパーヒーロー大戦GP 仮面ライダー3号』にも登場し、『仮面ライダー大戦』ではエンディングで本郷猛を演じる藤岡弘、自身が新サイクロンに搭乗するシーンが存在する。
- 2017年に放送されたKURE 5-56のテレビCM「ライダーと少年篇」では、寺田心が少年仮面ライダー隊隊員の寺田5-56に扮して新サイクロン号仕様の自転車に乗り、仮面ライダー新1号や新サイクロン号と共演する[85]。

## 『仮面ライダー1号』でのネオサイクロン
- ベース車：ホンダ・ゴールドウイングF6C[89]

映画『仮面ライダー1号』に登場する仮面ライダー1号が乗るバイク。資料によっては「ネオサイクロン号」と記述している。立花藤兵衛が遺した最後のマシンでもあり、ノバショッカーとの最終決戦に際して本郷がマシンが保管されていた立花モーターズの倉庫を訪れて発進させた。
上記の通りベース車こそ異なるものの、藤兵衛がサイクロン号を強化改造したサイクロン号シリーズの最終型という設定になっている。
- デザインを担当した石森プロの田嶋秀樹によれば、当初はアメリカン系というものだったが、本作品の1号の体格に並のバイクの車格が合わなかったため、それに合わせて威圧感のあるスパルタンなバイクとして仮面ライダーシリーズで最大排気量車となるF6Cを選択したとのことで、戦闘的なフォルムがベース車に相応しいと思ったといい[89]、大きな改造を加えず、カラーリングと細部の変更を加えている[92]。「藤兵衛が本郷猛のことをすべて熟知したうえで作り上げた究極の専用マシン」を一番のコンセプトとして、45年間の戦闘でパワーアップした1号に合わせる藤兵衛の気持ちになってデザインしたという[89]。サイクロン号のため、ベース車に各部のプレートとシングルシートを追加している[92]。サイクロン号から継承された要素の1つである6本出しのマフラーについては、造形班に無理を言って4本のマフラーをF6Cのマフラーとそっくりに造形してもらったうえ、車名エンブレムも「F6C」から「NEOCYCLONE」という立体ロゴに変更し、その下に立花モータースのロゴを入れてもらったとのことで、タイトなスケジュールの中で造形班と一緒にギリギリまで作っていたという[89]。ただ、マフラーの色についてはサイクロン号と同じ色の耐熱塗料がどうしても用意できず、熱対策優先で造形した先述の4本のマフラーをF6Cのマフラーと同じメッキシルバーに塗装している[89]。
- 藤岡によれば、本郷 / 1号がネオサイクロンに乗るシーンを撮っていたカメラマンは、カットがかかると立ち上がって「感動した」と涙ぐんだそうである[93]。また、今までは1300ccのバイクにしか乗ったことがなく、本車には約450kgもの重量や1800ccもの排気量があることから緊張していたが、しばらく練習するうちに体に安定感がしっくり来たという[94]。

## 『仮面ライダー THE FIRST』でのサイクロン号
車両ごとの名称は劇中には登場せず、資料によっては1号サイクロン / 2号サイクロン、あるいはサイクロン1 / サイクロン2とも呼ばれる。

### サイクロン1号
- ベース車：ホンダ・CBR1000RR[出典 16]

設定
仮面ライダー1号＝本郷猛が搭乗するバイク。本郷が懇意にしていたバイクショップのオーナー・立花藤兵衛から与えられたスペシャルカスタムマシンで、立花レーシングのエンブレムが刻印されている。
超高速域での安定走行を理想としたが、排気量や大きさに比して軽量な車体など藤兵衛のこだわりと技術によってチューンナップされているため、あまりの性能の高さに、普通の人間には扱えない怪物的バイクとなった。肉体改造を施され、高度なテクニックと身体能力を持つ本郷猛だからこそスペックを存分に発揮することができる。また、ライダーの操作に頼ることなくまるで自走しているかのような映像もある。テレパシーによる遠隔操作や水中潜航も可能である。

撮影車両
サイクロン1号のデザイン・製作はGPレーサーの青木宣篤がプロデュースを行っている。青木が映像作品に携わるのはこれが初めてであるため、依頼を受けた際は自身がバイクに乗るものだと勘違いしており、協賛メーカーもレース用のマシンだと思っていた。
カラーリングはサイクロン号と一目で判るよう心掛けているが、サイドのラインはマシンが近代的なデザインになっているため配置を考えるのに時間がかかったという。各部パーツは青木が常用しているメーカーから協賛を受けており、フロントカウルはマジカルレーシング、マフラーはモリワキ、ディスクローターはPLUSμ、ホイールはJB、タイヤはブリヂストンなど多くのメーカーのカスタムパーツでチューンアップされ、組み立ては有限会社ブライトロジックが担当した。
劇中に二人乗りのシーンが存在したが、ベース車にはタンデムシートがないため後部を二重構造にして強度を上げており、ステップも残している。

### サイクロン2号
- ベース車：ホンダ・CB1300SUPER BOLD'OR[101][95]

設定
仮面ライダー2号＝一文字隼人が搭乗するバイク。サイクロン1号と同じく立花レーシングのエンブレムが入っており、書籍でも立花の手が加わっているとする記述がある。劇中では入手時期は描かれなかったが、決戦に際して本郷が一文字のために用立てたものと思われる。
性能は全般的にサイクロン1号を上回り、主にスピード、馬力、ジャンプ力が強化されている。こちらも普通の人間には到底扱うことはできない。1号と同じく、水中潜行も可能で、操縦者抜きでも減速することなく無人のまま自律走行してトラックと並走している。防弾性が備わった強固な素材で形成されたフロントカウルは爆発や銃弾でもダメージを受けない。また、アクセルターンの際にはタイヤから煙幕を張ることも可能。

撮影車両
デザインは出渕裕が担当。新サイクロン号をモチーフとしているが、デザイン時にはサイクロン1号を見ていなかったため、差別化のために違ったデザインにしても良かったかもしれないと述べている。
追加パーツはフロントカウルとサイドカバーのみ。

## 『シン・仮面ライダー』でのサイクロン号
- ベース車：ホンダCB250R（常用）・ホンダCB650R（変形後）[106][107]

映画『シン・仮面ライダー』に登場する仮面ライダーと仮面ライダー第2号、大量発生型相変異バッタオーグが乗る、SHOCKERが高い技術力を用いてバッタオーグとセットで開発した改造オートバイ。
一般のバイクに近い見かけの常用形態から、プラーナの力を利用して最大加速時にロケットのような炎を噴出する6本出しのマフラーとフロント部分を覆う昆虫の複眼のような模様が入った丸目4灯式のヘッドライトを持つカウルを備えた本来の力を引き出す形態に変形する。速度メーターのある場所は変形後は赤いスイッチと「CYCLONE」の文字のみが配置される。仮面ライダー機はマフラーが青みがかった緑であるのに対して、仮面ライダー第2号搭乗機はシルバーになっている。
本郷の仮面ライダーへの変身を走行中に受ける風によって促す。
仮面ライダー機はコウモリオーグ戦ではマフラーが変形し、ロケット噴射している。
- デザインは山下いくとが担当[111][107][110]。デザイン作成時は、オリジナルのシルエットに近づけていく方向性で、パソコン上でCB250Rの上から描き込まれ[107]、庵野秀明の案で初代サイクロン号を踏襲し、6本のマフラーを後輪の上部に付けている[111]。『仮面ライダー』放送当時の1971年のバイクは直線状のフレームにシートとタンクが載せられており、1980年代以降のバイクは斜めのツインスパーフレームが主流であるため[110]、タンクからシートにかけて傾斜があったが、原点回帰が仮面ライダーのデザインのキーワードであったことから、クラシックな雰囲気を持たせようと、4灯で2段のライトをカウリングに付けてボリュームを増して空間を詰め、前輪とカウルの隙間を埋めるなどして当時のシルエットに近づけられた[111][107]。カウル脇のバッタオーグのエンブレムの触角に見える部分のモチーフはブレーキとハンドル・クラッチレバーとなっている[108]。大量発生型相変異バッタオーグのサイクロン号は仮面ライダーのサイクロン号のカウルのカラーリングを変更しており、2021年の撮影後に、CGを中心に再度カラーリングを変更して2022年に撮影された[112]。

### シンサイクロン号
映画『シン・仮面ライダー』に登場する仮面ライダー第2+1号が乗る新たなサイクロン号で、政府の男と情報機関の男から支給された。
性能が以前のサイクロン号よりさらに強化されている。
- デザインは山下いくとが担当[113]。常用サイクロン号の形状検討用モデルを基にデザイン案が作成された[113]。

## 映像作品以外でのサイクロン号
原作漫画版
本郷・一文字ともサイクロンを使用する。
緑川博士が改造したオートバイ。本郷と緑川博士がショッカー基地を脱出する際に使用し、それ以降は本郷が常用する。
通常は大型のヘッドライトが正面に1つだが、メーター横のスイッチを押すことでカバーが掛かり、代わりに左右1対の小型ライトが現れ、映像作品と同様の形状になる。シート後方には仮面ライダーのマスクを収納している。
「13人の仮面ライダー」からは本郷邸地下の研究所で作られた新しいサイクロンが登場。形状は変わらないが、腕時計での遠隔操作やマフラーからの噴射によるジャンプなどの機能を持つ。本郷邸の裏手には専用の出入口も設けられている。ショッカーライダーとの初戦の後、本郷によりさらなる改造が行われた。
「13人の仮面ライダー」では、ショッカーライダーも同型のバイクを使用している。
なお、冒頭で本郷が乗っているのは別の車両（ウルフT125）である。
仮面ライダーSPIRITS
テレビ版に準じ、1号・2号とも新サイクロン号を使用する。
『新 仮面ライダーSPIRITS』第4話・第5話では、ショッカー時代のショッカーライダーがサイクロン号と同型のショッカーサイクロンを使用する。車体にはショッカーのエンブレムが貼り付けられた。また、第16話では改造サイクロン号も登場。こちらは1号用と2号用の部品を立花藤兵衛がニコイチにしたものだが、歴戦の痛みで足周りに不安が残るとされた。それでもエンジンは健在であり、大破した仮面ライダーZXのマシンに移植された。
仮面ライダー1971-1973
本郷が〈サイクロン〉を使用する。
ショッカーが製作した次世代高性能戦闘員〈S.M.R.〉（システム・マスクド・ライダーズ）の中核をなす二輪兵器。事前に入手していたハヤトが、本郷へと受け渡した。
普段はホンダCB450に擬装しているが、右ハンドル裏のスイッチを押すことで変形する。核電池を動力源としており、エンジンやガソリンタンクは外装だけのダミーとなっている。

### 『仮面ライダーSD』でのサイクロン号
ネオサイクロン
『仮面ライダーSD』では、仮面ライダー1号から仮面ライダーBLACK RXまでの各ライダーが乗るマシンは原典での名称にネオと付けたものとなっており、サイクロンもそのネーミングルールに則って「ネオ」と名付けられている。
外観は原典マシンをアレンジ・デフォルメしたもの。仮面ライダー1号が旧サイクロンモチーフのネオサイクロン、2号が新サイクロンモチーフのネオサイクロン2に乗っている。
漫画『仮面ライダーSD 疾風伝説』では、仮面ライダー1号とショッカーが戦っていた時期が描かれ、その際サイクロン号らしきマシンが登場している。漫画『仮面ライダーSD マイティライダーズ』の1号も、当初はサイクロン号に乗っている。

## その他のサイクロンの名を冠したマシン
ショッカーサイクロン
『仮面ライダー』でショッカーライダーが乗るバイク。

トライサイクロン、スカイサイクロン
それぞれ映画『スーパーヒーロー大戦GP 仮面ライダー3号』と、その続編『dビデオスペシャル 仮面ライダー4号』で仮面ライダー3号が乗る車と仮面ライダー4号が乗るプロペラ機。